# Saint-Prex
Saint-Prex [sɛ̃pʁɛks] ist eine politische Gemeinde im Distrikt Morges [mɔʀʒ] des Kantons Waadt in der Schweiz.

## Geographie
Saint-Prex liegt auf 377 m ü. M., 4,5 km südwestlich der Bezirkshauptstadt Morges (Luftlinie). Das historische Städtchen erstreckt sich auf einer in den Genfersee hinausragenden Halbinsel, im Waadtländer Mittelland.

Luftbild (1959)

Die Fläche des 5,5 km² grossen Gemeindegebiets umfasst einen Abschnitt am Nordufer des Genfersees. Der Gemeindeboden erstreckt sich vom Seeufer nordwärts über den flachen Uferrandstreifen bis auf die angrenzende, rund 50 m höher liegende Geländeterrasse. Die nördliche Grenze bildet das bewaldete Tal des Flüsschens Boiron de Morges. Bei Bois Billens wird mit 455 m ü. M. die höchste Erhebung von Saint-Prex erreicht. Im Westen verläuft die Grenze entlang des kurzen Baches Ruisseau des Chenaux, während das Gebiet im Osten bis an die Mündung des Boiron in den Genfersee reicht. Der Fluss hat hier einen kleinen Schwemmkegel aufgeschüttet. Von der Gemeindefläche entfielen 1997 37 % auf Siedlungen, 7 % auf Wald und Gehölze, 55 % auf Landwirtschaft und etwas weniger als 1 % war unproduktives Land.
Zu Saint-Prex gehören grössere Einfamilienhaussiedlungen, die Weiler Beaufort (410 m ü. M.) am Rand der Geländeterrasse oberhalb des Ortes und Les Iles (425 m ü. M.) südlich des Boiron sowie einige Einzelhöfe. Nachbargemeinden von Saint-Prex sind Buchillon, Etoy, Villars-sous-Yens, Lussy-sur-Morges, Lully und Tolochenaz.

## Bevölkerung
Mit 5905 Einwohnern (Stand 31. Dezember 2023) gehört Saint-Prex zu den mittelgrossen Gemeinden des Kantons Waadt. Von den Bewohnern, den Saint-Preyards, sind 82,5 % französischsprachig, 5 % deutschsprachig und 3,3 % italienischsprachig (Stand 2000). Die Bevölkerungszahl von Saint-Prex belief sich 1850 auf 528 Einwohner, 1900 auf 882 Einwohner. Seit 1950 (1507 Einwohner) wurde eine rasante Bevölkerungszunahme mit einer Verdreifachung der Einwohnerzahl innerhalb von 50 Jahren verzeichnet.
Bevölkerungsentwicklung von Saint-Prex seit 1764 Quelle: Volkszählungen (1850–2000 Eidgenössische), Bundesamt für Statistik (2010 und 2020)

## Wirtschaft
Saint-Prex war bis Ende des 19. Jahrhunderts ein agrarwirtschaftlich geprägtes Städtchen. Heute haben der Ackerbau und der Weinbau nur noch eine untergeordnete Bedeutung in der Erwerbsstruktur der Bevölkerung. Die Südhänge der Geländeterrasse eignen sich optimal als Weinbaugebiete.
Der wirtschaftliche Aufschwung des Städtchens erfolgte zu Beginn des 20. Jahrhunderts mit der Gründung der Glasfabrik Verrerie S.A. 1911 durch Henri Cornaz. Diese hat als Vetropack ihren rechtlichen Sitz noch heute in Saint-Prex, während sich die Unternehmenszentrale in Bülach befindet. Im Weiteren befinden sich eine auf Messgeräte spezialisierte Firma sowie zahlreiche Kleinunternehmen. Der Ort verfügt über ein Glasmuseum (seit 1982) sowie über touristische Infrastruktur (Hotels, Strandbad und Bootshafen) und das Kultur- und Sportzentrum Vieux-Moulin.
In den letzten Jahrzehnten hat sich Saint-Prex zunehmend zu einer Wohngemeinde entwickelt. Viele Erwerbstätige sind Wegpendler, die vor allem in Lausanne und Morges arbeiten.
Seit 2006 ist Saint-Prex Sitz der Vale International AG, einer Tochter des brasilianischen Bergbaukonzerns Vale. Vale International erwirtschaftet einen Jahresgewinn von mehreren Milliarden Franken, rund ein Drittel des Konzerngewinns.

## Verkehr
Die Gemeinde ist verkehrstechnisch gut erschlossen. Sie liegt an der Hauptstrasse 1 von Genf entlang dem Seeufer nach Lausanne. Die Autobahnanschlüsse Aubonne und Morges-Ouest an der 1964 eröffneten A1 (Genf–Lausanne), die das Gemeindegebiet durchquert, sind jeweils rund 5 km vom Ortskern entfernt. Am 14. April 1858 wurde der Abschnitt von Morges nach Coppet der Eisenbahnstrecke Lausanne–Genf mit einem Bahnhof in Saint-Prex in Betrieb genommen. Ferner ist Saint-Prex an das Netz der Personenschifffahrt auf dem Genfersee angeschlossen.

## Geschichte
Saint-Prex kann auf eine sehr lange Siedlungstradition zurückblicken. Bei Fraidaigue wurden Überreste einer Siedlung aus dem Neolithikum entdeckt. Aus der späten Bronzezeit stammt eine Nekropole mit rund 30 Gräbern (zumeist Körperbestattungen). Weitere Spuren sind aus der Römerzeit und aus dem Frühmittelalter erhalten.
Die erste urkundliche Erwähnung des Ortes erfolgte im Jahr 885 unter dem Namen Sanctus Prothasius. Zu dieser Zeit wird eine Kirche an der Stelle erwähnt, wo der Lausanner Bischof Protasius Mitte des 7. Jahrhunderts begraben worden sein soll. Der heutige Name stellt eine Dialektform des Namens von Bischof Saint Prothais dar. Die Kirche und der in ihrer Umgebung entstandene Ort gehörten seit dem Hochmittelalter dem Domkapitel von Lausanne. Aus strategischen Gründen liess dieses den Ort, der bereits seit 1223 einen Markt abhielt, 1234 befestigen. 1358 kam Saint-Prex unter die Oberhoheit der Grafen von Savoyen.
Mit der Eroberung der Waadt durch Bern im Jahr 1536 kam das Städtchen unter die Verwaltung der Vogtei Morges und verlor unter dieser politischen und wirtschaftlichen Abhängigkeit seine Bedeutung. Das Baumaterial der alten Stadtmauer wurde im 17. Jahrhundert für die Anlage des Kriegshafens in Morges benutzt. Nach dem Zusammenbruch des Ancien Régime gehörte Saint-Prex von 1798 bis 1803 während der Helvetik zum Kanton Léman, der anschliessend mit der Inkraftsetzung der Mediationsverfassung im Kanton Waadt aufging. 1798 wurde es dem Bezirk Morges zugeteilt.

## Sehenswürdigkeiten

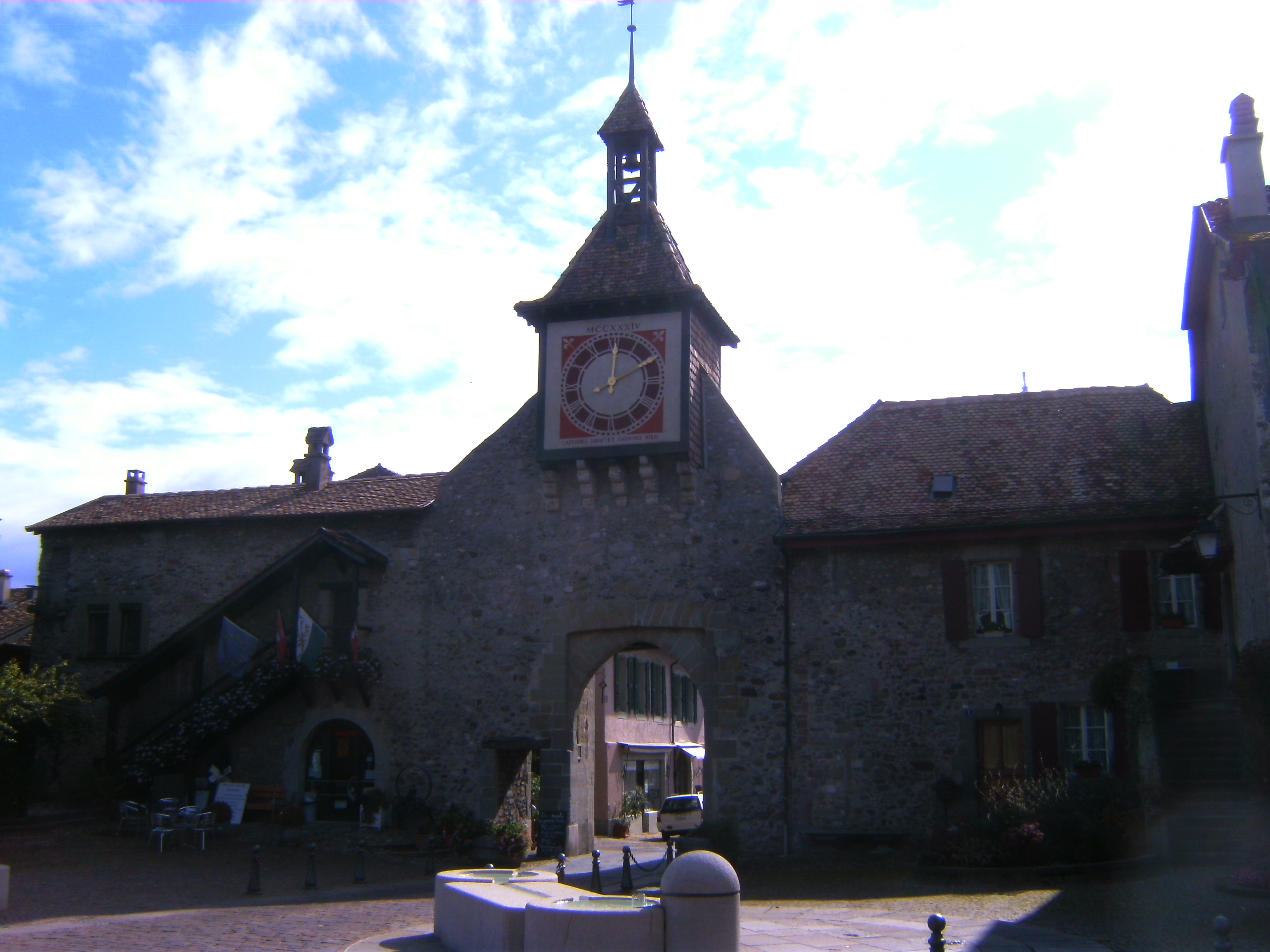
Stadttor von Saint-Prex

Angepasst an die Form der Halbinsel von Saint-Prex besitzt das historische Städtchen den seltenen Grundriss eines nahezu gleichseitigen Dreiecks. Die Hauptstrasse erstreckt sich vom Tor (in der Mitte der nördlichen Seite des Dreiecks) bis an den Hafen an der Spitze der Halbinsel. Rechtwinklig dazu gibt es mehrere kleine Quergässchen.
Der historische Stadtkern mit Wohngebäuden und teilweise landwirtschaftlich genutzten Nebengebäuden hat den Charakter einer agrarisch orientierten Kleinstadt bis heute behalten. Von der einstigen Befestigung steht nur noch das Stadttor mit einem Glocken- und Uhrturm aus dem 18. Jahrhundert. Im Osten der Altstadt erhebt sich das Schloss, von dem nur der mächtige quadratische Bergfried vom ursprünglichen Bau aus dem 13. Jahrhundert erhalten ist. Die heutigen Wohngebäude des Schlosses stammen aus dem 16. Jahrhundert. Das Herrenhaus Le Manoir am Südrand der Altstadt besitzt ebenfalls einen mittelalterlichen Wachtturm aus dem 13. Jahrhundert. Zahlreiche Bürger-, Patrizier- und Bauernhäuser stammen aus dem 16. bis 19. Jahrhundert.
Ausserhalb des historischen Städtchens steht die reformierte Pfarrkirche Saint-Protais, die in ihren Ursprüngen auf das 9. Jahrhundert zurückgeht. Der heutige einschiffige Bau wurde im 12. Jahrhundert (Chor) und 13. Jahrhundert (Kirchenschiff) errichtet. Im Innern befinden sich Wandmalereien aus dem 14. Jahrhundert.
Für die Pflege des historisch wertvollen Ortsbildes erhielt die Gemeinde 1973 den Wakkerpreis.

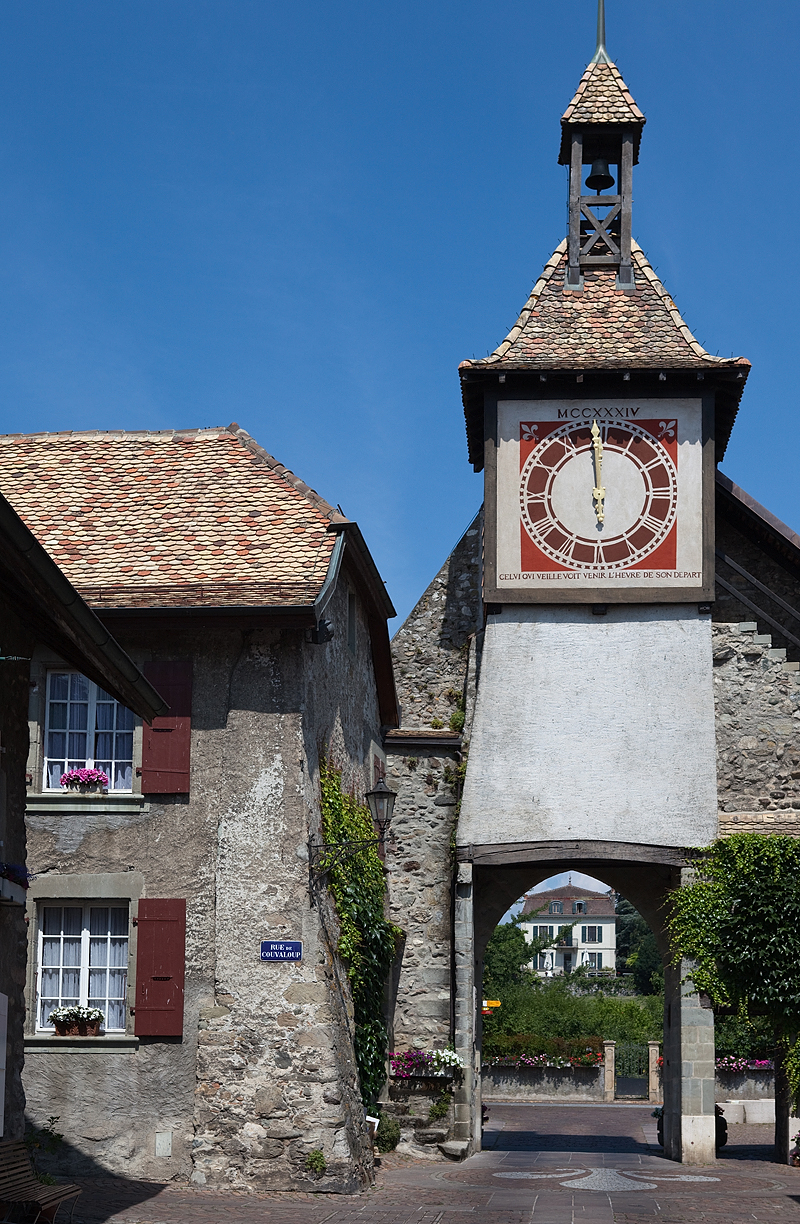
Stadttor mit Uhr- und Glockenturm
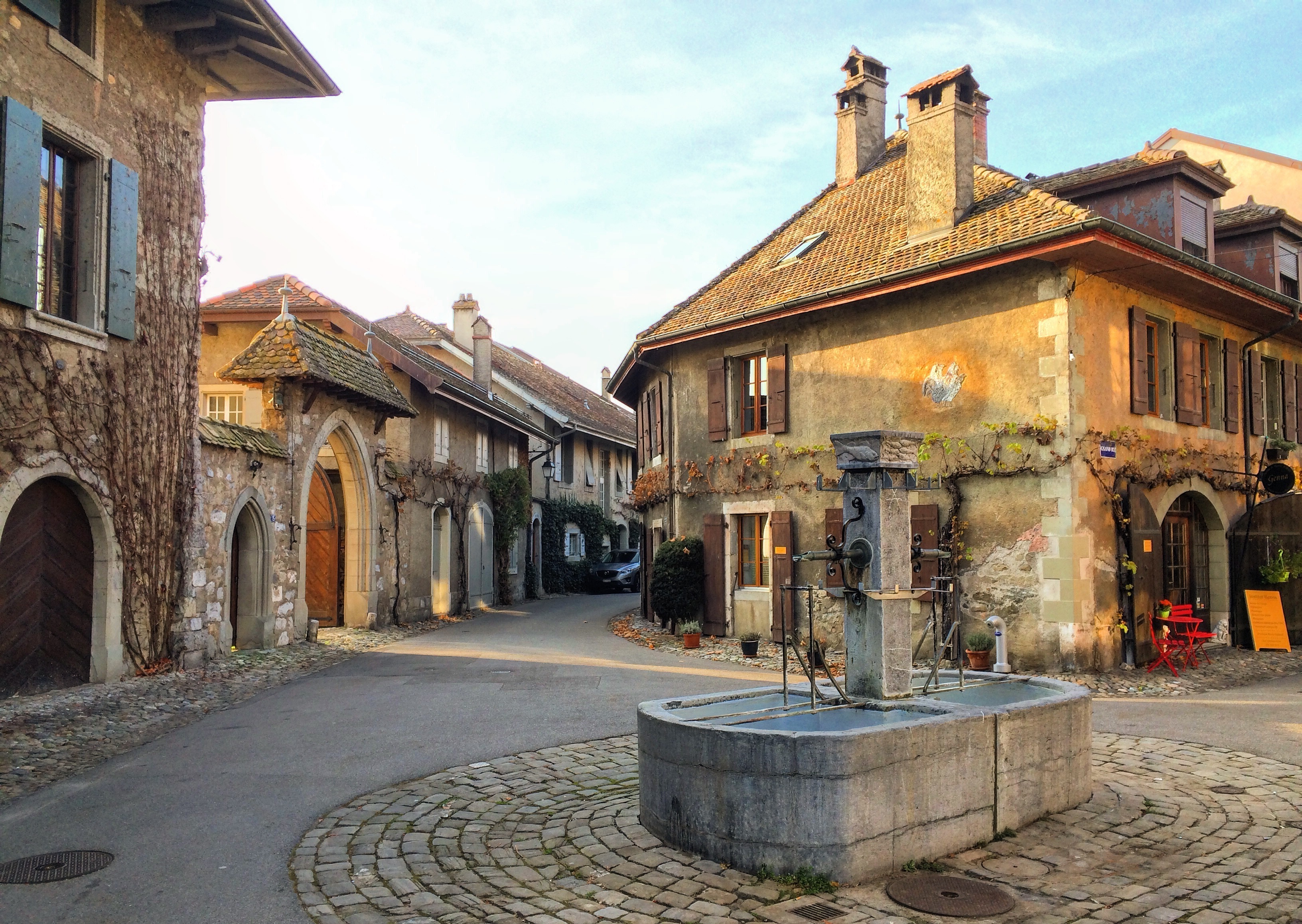
Brunnen im Ortszentrum
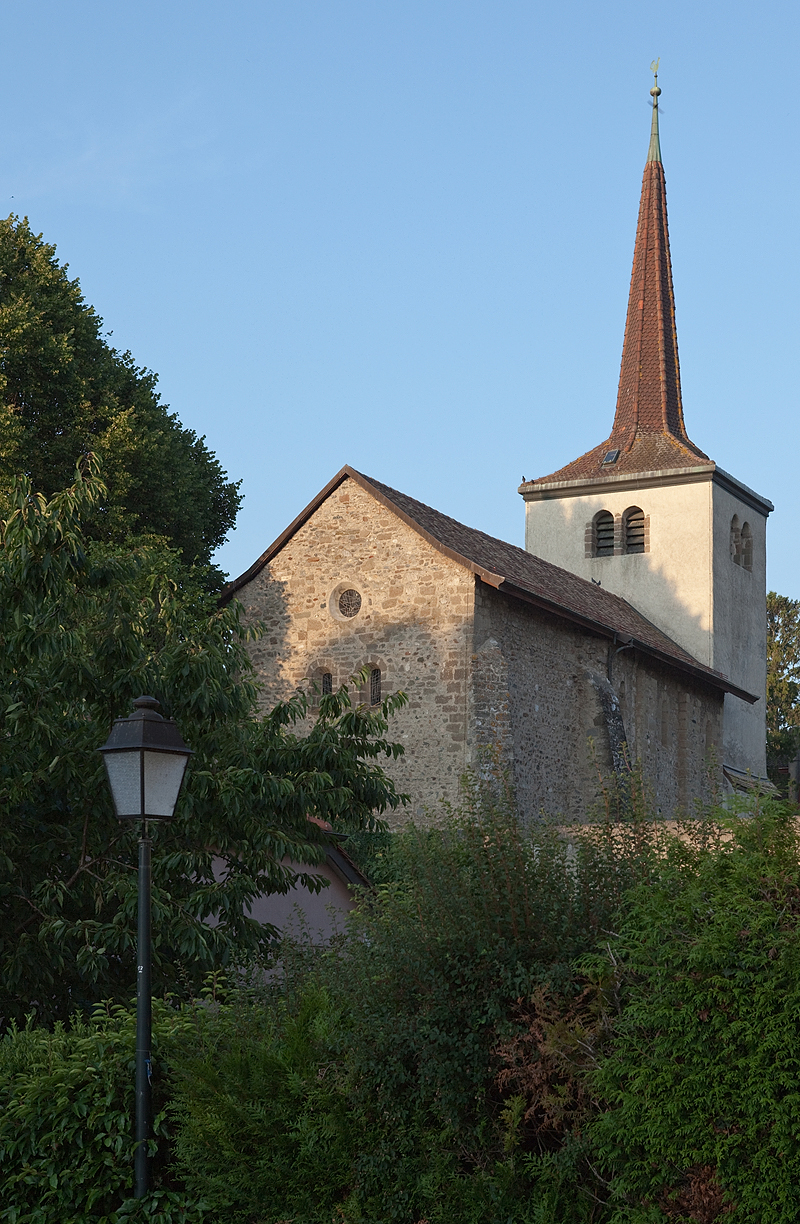
Pfarrkirche Saint-Protais

## Persönlichkeiten
- Alberto Tognola (* 19. August 1951 in Busto Arsizio), Maler, Stecher, tätig in Morges[9][10]